# Inlecypris jayarami
Inlecypris jayarami är en fiskart som först beskrevs av Barman, 1984.  Inlecypris jayarami ingår i släktet Inlecypris och familjen karpfiskar. IUCN kategoriserar arten globalt som otillräckligt studerad. Inga underarter finns listade i Catalogue of Life.